# Funtouch OS
Funtouch OS è un aspetto di Android creato dall'azienda cinese Vivo, situata a Guangdong, in Cina. È una variazione del sistema operativo di Google, Android. La principale differenza tra Android e il sistema operativo Funtouch Vivo è che quest'ultimo include alcune funzionalità non disponibili nel primo. Tali funzioni includono: gesti personalizzabili, cassetto di comunicazione con scorrimento dal basso verso l'alto, un centro di sicurezza, ridimensionamento della schermata di blocco, opzioni per la schermata lunga, protezione degli occhi che cambia ad una temperatura di colore più calda e altre. Funtouch OS, per alcuni aspetti, è simile a iOS prodotto da Apple.